# Hans Herlak
Hans Christian Herlak, född 4 augusti 1881 i Jelling, död 29 januari 1970 i Gentofte, var en dansk landhockeyspelare.
Herlak blev olympisk silvermedaljör i landhockey vid sommarspelen 1920 i Antwerpen.